# Murdochella levifoliata
Murdochella levifoliata är en snäckart som först beskrevs av R. Murdoch och Suter 1906.  Murdochella levifoliata ingår i släktet Murdochella och familjen vindeltrappsnäckor. Inga underarter finns listade i Catalogue of Life.